# Alex Shinsky
Joseph Alexander „Alex“ Shinsky (* 2. April 1993 in York, Pennsylvania) ist ein ehemaliger US-amerikanischer Fußballspieler auf der Position eines Mittelfeldspielers, der zumeist auf den Flügeln eingesetzt wurde.
Seit seinem Karriereende als Aktiver ist er vor allem als Trainer im Nachwuchs- und College-Fußball aktiv.

## Karriere

### High-School-Fußball und U-17-Nationalspieler
Alex Shinsky wurde am 2. April 1993 als Sohn des Architekten Anthony Joseph Shinsky und der Lehrerin Justine Kloske in der Stadt York im US-Bundesstaat Pennsylvania geboren. Hier wuchs er an der Seite seines älteren Bruders Max, der später ebenfalls im College-Fußball aktiv war, und seiner Schwester Elise auf. In seiner Kindheit bzw. Jugend trat er für den lokalen Jugendausbildungsverein SuperNova FC unter Niki Nikolic, einem jugoslawischstämmigen ehemaligen Profispieler und -trainer, in Erscheinung. Während seiner Zeit an der West York Area High School spielte er für das schuleigene Fußballteam, ehe er die Möglichkeit erhielt, an der IMG Academy in Bradenton, Florida, zu trainieren. Dieser renommierten Ausbildungsstätte gehörte er in den Jahren 2008 und 2009 an und schaffte dadurch auch den Sprung in die US-amerikanische U-17-Nationalmannschaft. Bereits im Frühjahr 2008 gehörte er der damals von Jim Barlow trainierten US-amerikanischen U-15-Auswahl an. Für die U-17-Auswahl stand der damals 14-Jährige erstmals im Februar 2008 im Aufgebot. In weiterer Folge nahm er mit dem Nationalteam an diversen Freundschaftsspielen und kleinen Turnieren teil.
So nahm er im Jahr 2008 unter Trainer Wílmer Cabrera unter anderem an Turnieren in Frankreich oder Südamerika (Copa Cuidad de Rosario) teil. Nachdem er in diesem Jahr Erfahrung im Spiel gegen Klub- und Nationalmannschaften gesammelt hatte, gehörte er auch im Folgejahr weiterhin zum U-17-Kader. Als Teil dieses gehörte er im März 2009 zu einem 20-köpfigen Spieleraufgebot, das nach erfolgreich absolvierten Freundschaftsspielen in die Vorbereitung zur CONCACAF U-17-Meisterschaft startete. Bei besagtem Turnier war er ebenfalls Mitglied der US-amerikanischen 20-köpfigen Spielerauswahl, in dem er an der Seite von Luis Gil einer von zwei 1993 geborenen Spielern der US-Amerikaner war. Als klarer Sieger der Gruppe A stiegen die Vereinigten Staaten zusammen mit dem Zweitplatzierten der Gruppe und den beiden erstplatzierten Nationen der Gruppe B in das nachfolgende Halbfinale auf; dieses wurde allerdings aufgrund des Ausbruchs der Schweinegrippe nicht ausgetragen. Alle vier Nationen qualifizierten sich zu der ein halbes Jahr später stattfindenden U-17-Weltmeisterschaft in Nigeria.
Danach nahm Shinsky an der kompletten Vorbereitung zur Weltmeisterschaft teil, wobei der Flügelspieler auch zu regelmäßigen Länderspieleinsätzen kam. Darunter fiel unter anderem das Freundschaftsturnier Copa Macae in Brasilien, an dem das Team im Juli 2009 teilnahm und das es als Sieger beendete. Nachdem er auch noch in der restlichen Vorbereitung zum Einsatz gekommen war, gehörte er zum 21-Mann-Aufgebot der Vereinigten Staaten, das an der Weltmeisterschaft in Nigeria teilnahm. Neben Luis Gil, Boyd Okwuonu und Will Packwood war Shinsky einer von vier US-amerikanischen Spielern des Turniers, die 1993 geboren worden waren. Als Stammspieler auf den Flügeln wurde Shinsky in allen vier Spielen seines Heimatlandes eingesetzt. Nach einer 1:2-Niederlage gegen Spanien im ersten Gruppenspiel war es Shinskys Treffer in der 54. Spielminute der die Vereinigten Staaten zu einem 1:0-Sieg über Malawi im zweiten Gruppenspiel brachte. Danach war der Mittelfeldspieler auch noch am dritten Spiel der Gruppe E gegen die Vereinigten Arabischen Emirate (1:0-Sieg) und bei der 1:2-Niederlage gegen Italien im Achtelfinale und dem damit verbundenen Ausscheiden aus dem Turnier beteiligt. Im Laufe der zwei Jahre im U-17-Nationalkader absolvierte Shinsky 14 Länderspiele, wobei der Mittelfeldakteur zwei Tore beisteuern konnte.
Nach dem Ausscheiden aus der U-17-Nationalmannschaft und der IMG Academy Ende des Jahres 2009 endete auch seine Zeit beim SuperNova FC; in weiterer Folge schloss er sich dem Ausbildungsverein Baltimore Bays an und spielte bei diesem bis zum Jahre 2011 für Baltimore Bays Chelsea. Parallel dazu besuchte er weiterhin die rund eine Autostunde von Baltimore entfernte West York Area High School, an der er auch seinen Abschluss machte und weiterhin dem schuleigenen Fußballteam angehörte. Bei ebendiesem war er vier Jahre in Folge in der All-State-Auswahl und war von 2009 bis 2011 ein Senior-Parade-All-American. Am Ende seiner High-School-Zeit galt er als einer der herausragendsten US-amerikanischen Spieler seines Jahrganges; TopDrawerSoccer.com wählte ihn zum No. 1-rated recruit des Jahres 2011 und College Soccer News wählte in auf den landesweiten zweiten Platz. Zu ebendieser Zeit schaffte er es nochmals in eine Nachwuchsauswahl der United States Soccer Federation, deren U-18-Auswahl er in diesem Jahr kurzzeitig angehörte.

### Zeit an der University of Maryland, College Park
Im Jahre 2011 wechselte Shinsky an die University of Maryland, College Park, für die er sich laut eigener Aussage aufgrund des hervorragenden Fußballprogramms und der großartigen Atmosphäre entschied, und bei der er sich ein Semester früher einschrieb. In seinem Freshman-Jahr 2011 trat der talentierte Mittelfeldakteur in lediglich elf Meisterschaftsspielen der Maryland Terrapins in Erscheinung, blieb selbst torlos, steuerte aber zwei Torvorlagen für seine Mannschaftskollegen bei. Im ACC Men’s Soccer Tournament 2011 unterlag die Mannschaft bereits im Viertelfinale; im saisonabschließenden NCAA Division I Men’s Soccer Tournament 2011 unterlag die Mannschaft in Runde 3 gegen die Louisville Cardinals von der University of Louisville, konnten jedoch mit Casey Townsend den diesjährigen Torschützenkönig des Turniers stellen. Im darauffolgenden Sophomore-Jahr kam Shinsky bereits auf 19 Ligaeinsätze, wobei er von seinem Trainer Sasho Cirovski vorwiegend als Joker von der Bank aus eingesetzt wurde. Erst in der 14. Runde stand der Mittelfeldakteur erstmals von Beginn an in der Startformation. Abermals selbst torlos geblieben, kam er auch in diesem Jahr auf zwei Assists für seine Teamkollegen. Darüber hinaus verlor er mit seiner Mannschaft nur eines von 18 Spielen in der regulären Saison und konnte sich mit dem Team im nachfolgenden ACC Men’s Soccer Tournament 2012 gegen die Konkurrenz durchsetzen. Als Turniersieger stiegen die Maryland Terrapins in der zweiten Runde in den Spielbetrieb des NCAA Division I Men’s Soccer Tournament 2012 ein. Nach Siegen über Brown, Coastal Carolina und Louisville unterlagen die Terrapins erst in den letzten Spielen um den College Cup im Elfmeterschießen des Semifinales gegen die Georgetown.
Auch in seinem Junior-Jahr 2013 gehörte Shinsky nicht zwangsläufig zur ersten Wahl Cirovskis. Von 16 Meisterschaftsspielen, in denen er in diesem Spieljahr zum Einsatz gekommen war, war er in lediglich drei Partien von Beginn an gestartet. Nachdem die Mannschaft den Titel verteidigen und das ACC Men’s Soccer Tournament 2013 als Sieger beenden konnte, bestritt das Team das NCAA Division I Men’s Soccer Tournament 2013, wobei Shinsky im entscheidenden Viertelfinalspiel gegen die California Golden Bears den ersten Pflichtspieltreffer in seiner bisherigen College-Laufbahn erzielten konnte. Danach ging es in die entscheidende Phase um den College Cup. Im Halbfinale die Virginia Cavaliers mit 2:1 bezwungen, unterlag Shinsky mit seinen Terrapins im allesentscheidenden Finalspiel gegen Notre Dame Fighting Irish knapp mit 1:2. Mit Patrick Mullins konnten die Terrapins abermals den Torschützenkönig des Turniers stellen. In seinem abschließenden Senior-Jahr war der 1,78 m große Mittelfeldakteur an zehn Meisterschaftsspielen, von denen er in acht von Beginn an am Rasen war, beteiligt. Der zeitweise als Mannschaftskapitän eingesetzte Shinsky kam hierbei auf zwei Tore und ebenso viele Assists. Zum Conference-Serienmeister mutiert, gewannen die Terrapins, die ab diesem Jahr in der Big Ten Conference vertreten waren, abermals das Conference-Turnier, in diesem Fall das Big Ten Conference Men’s Soccer Tournament 2014. Im nachfolgenden NCAA Division I Men’s Soccer Tournament 2014 unterlag Shinsky mit seinem Team bereits im ersten Spiel, der Zweitrundenpartie gegen die University of Maryland, Baltimore County. Neben den sportlichen Erfolgen mit den Maryland Terrapins erfuhr Shinsky auch akademische Erfolge und wurde unter anderem als Stipendiat mit dem mit 500 US-Dollar dotierten George H. Robinson IV Director's Circle Scholarship ausgezeichnet. Sein Studium schloss der vierfache Letterman mit einem Bachelor of Arts im Bereich Kommunikationswissenschaft ab.

### Erste Einsätze im Herrenfußball und kurze Profikarriere
Nachdem er bereits in der spielfreien Zeit an der Universität im Jahre 2013 Erfahrungen im Herrenfußball gesammelt hatte, als er für die Baltimore Bohemians mit Spielbetrieb in der USL Premier Development League – bei denen zu dieser Zeit unter anderem auch sein Cousin Matt Shinsky spielte – zum Einsatz kam, wechselte er nach seiner College-Laufbahn über den MLS SuperDraft 2015 als 68. Pick in der sechsten Runde zum Major-League-Soccer-Franchise Chicago Fire. Da er vom Franchise keinen Vertrag angeboten bekam, musste er die Mannschaft in weiterer Folge wieder verlassen und schloss sich stattdessen dem in der damals drittklassigen United Soccer League spielenden Franchise Arizona United an. Das Franchise wurde zu diesem Zeitpunkt von Michael Dello-Russo, der davor jahrelang als Assistenztrainer bei den Maryland Terrapins aktiv war und Shinsky von seiner dortigen Zeit kannte, trainiert. Unter Michael Dello-Russo debütierte der 22-Jährige am 19. April 2015 bei einer 0:3-Auswärtsniederlage gegen den Orange County Blues FC im Profifußball, als er in der 46. Spielminute für den Schotten Scott Morrison auf den Rasen kam. Danach wurde er bis Ende Mai 2015 in allen weiteren sechs Meisterschaftsspielen seines Franchises eingesetzt, konnte mit der Mannschaft allerdings nur eines der sieben absolvierten Spiele gewinnen. In weiterer Folge blieb Shinsky noch bis zum Ende der United Soccer League 2015 im Kader der Orange County Blues, die nach einem ersten Platz in der Western Conference in der regulären Spielzeit in den Conference Semifinals ausschieden, und gab kurz darauf seinen Rückzug aus dem aktiven Leistungssport bekannt.

### Das Leben nach der Laufbahn als Profisportler
Daraufhin übernahm er eine kurzzeitige Trainertätigkeit beim namhaften Nachwuchsausbildungsverein Hershey Soccer Club, bei dem er von Oktober 2015 bis Januar 2016 als Freiwilliger diverse Altersgruppen trainierte. Im März 2016 wurde er Tournament Director beim Fußballturnierveranstalter Elite Tournaments, wo er bis Juli 2017 für die Organisation und Ausrichtung verschiedener Fußball-Events und -turniere zuständig war. Parallel dazu begann er noch im September 2015 seine Tätigkeit als Nachwuchstrainer bei Tempo Soccer, die er bis zum Anfang des Jahres 2018 ausübte. Im Juli 2017 wurde er als neuer Assistenztrainer an der Seite von Russell Payne bei der Herrenfußballmannschaft der Army Black Knights, der universitätseigenen Sportabteilung der United States Military Academy, vorgestellt. Anfangs noch als freiwilliger Assistent wurde er im Januar 2018 von Payne zum vollwertigen Co-Trainer ernannt und war dort bis Mai 2019 angestellt. Unter seiner Mitarbeit schaffte es das Herrenfußballteam der Black Knights zum ersten Mal seit 20 Jahren wieder in die Conference Finals. Danach wechselte er als Assistenztrainer zur Herrenfußballmannschaft der Temple Owls, der Sportabteilung der Temple University in Philadelphia, Pennsylvania. Dort ist er seitdem neben Armante' Marshall einer von zwei Co-Trainern an der Seite des einstigen kanadischen Profispielers Brian Rowland, unter dem er bereits während seiner gesamten College-Laufbahn gespielt hatte. Parallel dazu ist er seit Juli 2019 Cheftrainer des geschichtsträchtigen Amateurklubs Philadelphia Ukrainian Nationals.